# Útěk od nehody
Útěkem od nehody se rozumí situace, kdy účastník dopravní nehody poruší svou povinnost poskytnout na místě nehody pomoc osobám, které ji potřebují, a spolupracovat na vyšetření, kdo byl viníkem nehody.

## Česká republika
Útěk od dopravní nehody bez zranění je pouze přestupkem, za který může být udělena bloková pokuta 1000 korun a pokuta ve správním řízení až 2500–5000 korun. Navíc je hodnota tohoto přestupku v bodovém systému 7 bodů a za opakovaný prohřešek během 12 měsíců je zákaz činnosti na 1 až 6 měsíců. 
Pokud účastník uteče od nehody, kde jsou zranění, jde o zvláštní trestný čin, kde je trestem odnětí svobody až na pět let a zákaz činnosti.
Navzdory hrozícímu trestu je v České republice ujetí od nehody poměrně časté – například v prvním půlroce roku 2011 ujel od nehody skoro každý pátý řidič.